# 幸福の明日
『幸福の明日』（しあわせのあした）は、東海テレビ制作・フジテレビ系列で、2000年9月25日 - 12月28日に放送された昼ドラマである。

## 概要
平凡だが、かけがえのない幸福な毎日を送っている家族。39歳になる橋本かな子（清水由貴子）は夫の信彦（並樹史朗）とともに二人の子供に豊かな愛情を注いできた。
信彦がそれまで勤めてきた会社を辞め、家族団結して再出発を決意したばかりのある日、小学4年生の息子・信平（今野雅人）の血液型が、かな子と信彦との間からは生まれ得ないものだということがわかる。「お子さんが出産直後に取り違えられたことはまちがいありません」と病院から調査結果を知らされるかな子と信彦。謝罪しながらも、子供の交換を勧める病院側。これまで慈しみ育てた我が子が他人の子だとどう信じればいいのか…。育ててきた我が子への愛を思い、また実の子が他人に育てられているという事実を前に夫婦は煩悶する。
そしてかな子の実の子を育てている松田家は橋本家とは全く違い、とうに崩壊状態。母親・ユキ（若林しほ）は子育ての責任を半ば放棄しているような女だった…。そのユキの突然の信平への接触、まだ見ぬユキの夫の存在、そして実の子供・光太郎（村田貴輝）への思い。血のつながりなど無くても、信平は我が子…。そう決めていたかな子であったが、それ以上に深くて抗えない何かが、行く手に横たわっている事を感じ始めていた…。 

## キャスト
- 橋本かな子：清水由貴子

- 橋本信彦：並樹史朗
- 橋本信平：今野雅人（子役）
- 橋本ちづる：田中瑞穂（子役）

- 松田ユキ：若林しほ
- 松田大輔：松永博史
- 松田光太郎：村田貴輝（子役）

- 長沢万智：金久美子

- 鮫島章二：草薙良一
- 石原幸生：加藤純平

- 林竹子：増子倭文江
- マミ（ホステス）：須釜直子
- 長瀬真弓（信平の担任教師）：平塚なな美

- 橋本良子：福田公子
- 橋本信三：左右田一平

## スタッフ
- 企画：出原弘之（東海テレビ）
- プロデューサー：大久保直実（ビデオフォーカス）、風岡大（東海テレビ）
- プロデューサー補：平岡敏治、若槻佐知子
- 音楽：岡田徹
- 制作：東海テレビ、ビデオフォーカス

## 放送リスト
| 話数   | 放映日        | 新聞サブタイトル   | 脚本       | 演出     | ゲスト／備考※                                              |
| ------ | ------------- | ------------------ | ---------- | -------- | ---------------------------------------------------------- |
| 第1回  | 2000年9月25日 | 注                 | 梶本恵美   | 安室修   | 按田敬一、中村修、和田久美子、沼田和紘                     |
| 第2回  | 9月26日       |                    | 梶本恵美   | 安室修   | 小寺大介、菅原香、沼田和紘                                 |
| 第3回  | 9月27日       |                    | 梶本恵美   | 安室修   | 小寺大介、泉谷恵美、沼田和紘、中村修、按田敬一、和田久美子 |
| 第4回  | 9月28日       |                    | 梶本恵美   | 安室修   | 沼田和紘                                                   |
| 第5回  | 9月29日       |                    | 梶本恵美   | 安室修   | 伊藤延広、大葉ふゆ                                         |
| 第6回  | 10月2日       | 泣かせるプレゼント | 梶本恵美   | 安室修   | 伊藤延広、新井栞奈                                         |
| 第7回  | 10月3日       | お母さんがダウン   | 梶本恵美   | 安室修   | 坂井寿美江、竹内靖司、中村修、和田久美子                   |
| 第8回  | 10月4日       | 冷酷な検査結果     | 梶本恵美   | 安室修   | 沼田和紘、中村修、和田久美子                               |
| 第9回  | 10月5日       | 子供は渡さない！   | 梶本恵美   | 安室修   | ※松田ユキ（若林しほ）はこの回から登場                      |
| 第10回 | 10月6日       | なぜか会いたくて   | 梶本恵美   | 安室修   | 中村修、和田久美子、玉山博之                               |
| 第11回 | 10月10日      | いとしいわが子…    | 梶本恵美   | 油谷誠至 | ※この回のみ放送時間14:08～14:36                            |
| 第12回 | 10月11日      | 病院側と談判       | 梶本恵美   | 油谷誠至 | 玉山博之                                                   |
| 第13回 | 10月12日      | 動物園での出来事   | 梶本恵美   | 油谷誠至 | 玉山博之                                                   |
| 第14回 | 10月13日      | 哀しいコンビニ弁当 | 梶本恵美   | 油谷誠至 |                                                            |
| 第15回 | 10月16日      | 一方的な絶交宣言   | 梶本恵美   | 油谷誠至 |                                                            |
| 第16回 | 10月17日      | 半年ぶりの帰宅     | 梶本恵美   | 油谷誠至 | ※松田大輔（松永博史）はこの回から登場                      |
| 第17回 | 10月18日      | 嘘だと言って！     | 梶本恵美   | 油谷誠至 |                                                            |
| 第18回 | 10月19日      | 壊れかけた家庭     | 梶本恵美   | 油谷誠至 |                                                            |
| 第19回 | 10月20日      | ママが家出した     | 梶本恵美   | 油谷誠至 |                                                            |
| 第20回 | 10月23日      | ２千万の借用証書   | 梶本恵美   | 安室修   | 田中要次、青木豪                                           |
| 第21回 | 10月24日      | 突然の心変わり     | 秋田佐和子 | 安室修   |                                                            |
| 第22回 | 10月25日      | お母さんが壊れた   | 秋田佐和子 | 安室修   | 中山克己                                                   |
| 第23回 | 10月26日      | 苦悩する大人たち   | 秋田佐和子 | 安室修   | 中村修、和田久美子                                         |
| 第24回 | 10月27日      | 子供たちの明日     | 秋田佐和子 | 安室修   | 内山森彦、福井淑恵、飯泉征貴                               |
| 第25回 | 10月30日      | 運命の日は決まった | 梶本恵美   | 安室修   | 伊藤延広、沼田和紘、中村修、和田久美子                     |
| 第26回 | 10月31日      | ちづるの悔しさ     | 梶本恵美   | 安室修   |                                                            |
| 第27回 | 11月1日       | 真夜中のおにぎり   | 梶本恵美   | 安室修   | 中村修、和田久美子                                         |
| 第28回 | 11月2日       | 最後の思い出づくり | 梶本恵美   | 安室修   |                                                            |
| 第29回 | 11月3日       | 残酷すぎる告知     | 梶本恵美   | 安室修   | 沼田和紘                                                   |
| 第30回 | 11月6日       | やっぱり言えない…  | 秋田佐和子 | 藤木靖之 | 前田公輝、森聖矢、真瀬皓介、沼田和紘                       |
| 第31回 | 11月7日       | 泣きじゃくる信平   | 秋田佐和子 | 藤木靖之 |                                                            |
| 第32回 | 11月8日       | クラスで大喧嘩     | 秋田佐和子 | 藤木靖之 | 沼田和紘                                                   |
| 第33回 | 11月9日       | 怒りのハンスト     | 秋田佐和子 | 藤木靖之 | 沼田和紘                                                   |
| 第34回 | 11月10日      | もう一人のママ     | 秋田佐和子 | 藤木靖之 |                                                            |
| 第35回 | 11月13日      | 残された大切な時間 | 梶本恵美   | 安室修   | 沼田和紘                                                   |
| 第36回 | 11月14日      | 最後のハンバーグ   | 梶本恵美   | 安室修   | 早見淳平                                                   |
| 第37回 | 11月15日      | さよなら、信平     | 梶本恵美   | 安室修   |                                                            |
| 第38回 | 11月16日      | 初めて見せた涙     | 梶本恵美   | 安室修   |                                                            |
| 第39回 | 11月17日      | おつかいでの事件   | 梶本恵美   | 安室修   | 呉恵美子、バーディー杉山、中村修                           |
| 第40回 | 11月20日      | 波瀾を呼ぶ転校生   | 梶本恵美   | 藤木靖之 | 森聖矢、向野澪、篠原珠莉、沼田和紘                         |
| 第41回 | 11月21日      | 信平からの手紙     | 梶本恵美   | 藤木靖之 | 森聖矢、鈴木大地（子役）、水谷俊介、沼田和紘               |
| 第42回 | 11月22日      | 喧嘩、のち仲直り   | 秋田佐和子 | 藤木靖之 | 沼田和紘                                                   |
| 第43回 | 11月24日      | 初めて見せた涙     | 秋田佐和子 | 藤木靖之 | 兎本有紀、曽川留三子、谷村慶子、本多郁子                   |
| 第44回 | 11月27日      | 割れたワイングラス | 梶本恵美   | 安室修   | 蒲田哲                                                     |
| 第45回 | 11月28日      | 待ち望んでいた言葉 | 梶本恵美   | 安室修   |                                                            |
| 第46回 | 11月29日      | 埋められない溝     | 梶本恵美   | 安室修   |                                                            |
| 第47回 | 11月30日      | 閉ざされた心の扉   | 秋田佐和子 | 安室修   |                                                            |
| 第48回 | 12月1日       | うわ言で呼んだ名前 | 秋田佐和子 | 安室修   |                                                            |
| 第49回 | 12月4日       | おばあちゃんの忠告 | 梶本恵美   | 油谷誠至 | 浜口悟                                                     |
| 第50回 | 12月5日       | ノートに隠した写真 | 梶本恵美   | 油谷誠至 |                                                            |
| 第51回 | 12月6日       | パパの野球ボール   | 梶本恵美   | 油谷誠至 |                                                            |
| 第52回 | 12月7日       | おじいちゃんの入院 | 秋田佐和子 | 油谷誠至 | 真鍋敏宏、杉原あつ子、桑原加能                             |
| 第53回 | 12月8日       | 祈りをこめた看病   | 秋田佐和子 | 油谷誠至 | 真鍋敏宏、杉原あつ子                                       |
| 第54回 | 12月11日      | タフな子供たち     | 梶本恵美   | 藤木靖之 |                                                            |
| 第55回 | 12月12日      | 退院、おめでとう   | 梶本恵美   | 藤木靖之 | 真鍋敏宏                                                   |
| 第56回 | 12月13日      | どっちが大切なの？ | 梶本恵美   | 藤木靖之 | 正木蒼二                                                   |
| 第57回 | 12月14日      | 誰も知らない涙     | 秋田佐和子 | 藤木靖之 |                                                            |
| 第58回 | 12月15日      | 癒されない孤独     | 秋田佐和子 | 藤木靖之 | 佐野アツ子、大竹竜二、大森真樹子                           |
| 第59回 | 12月18日      | 憎しみが消えた…    | 梶本恵美   | 皆川智之 | 佐野アツ子、野村信次                                       |
| 第60回 | 12月19日      | ママ、死なないで！ | 梶本恵美   | 皆川智之 |                                                            |
| 第61回 | 12月20日      | お母さんの肉まん   | 梶本恵美   | 皆川智之 | 佐藤記世                                                   |
| 第62回 | 12月21日      | 折り鶴に願いを     | 秋田佐和子 | 皆川智之 | 川口康夫、佐藤記世                                         |
| 第63回 | 12月22日      | Ｘマスイブの家出   | 秋田佐和子 | 皆川智之 |                                                            |
| 第64回 | 12月25日      | 最悪のクリスマス   | 梶本恵美   | 油谷誠至 | 本多晋、沢柳迪子                                           |
| 第65回 | 12月26日      | つきない悩み       | 梶本恵美   | 油谷誠至 | 中村修                                                     |
| 第66回 | 12月27日      | 家族って何だろう？ | 梶本恵美   | 油谷誠至 |                                                            |
| 最終回 | 12月28日      | 幸せのための選択   | 梶本恵美   | 油谷誠至 |                                                            |

## 主題歌
- 『哀しみの向こう側』
  - 作詞：池森秀一 / 作曲：池森秀一、山根公路 / 編曲・歌：DEEN
  - レーベル：BERG レーベル / 品番：BVCR-19509